# 萊辛森 (伊利諾伊州懷特縣)
萊辛森（英語：Rising Sun）是位於美國伊利諾伊州懷特縣的一個非建制地區。該地的面積和人口皆未知。

## 地理
萊辛森的座標為38°00′01″N 88°01′41″W / 38.00028°N 88.02806°W，而該地的平均海拔高度為113米（即371英尺）。